# Tiro ai Giochi della XXXIII Olimpiade - Pistola 25 metri femminile
La gara di pistola 25 metri femminile ai Giochi della XXXIII Olimpiade di Parigi si è svolta il 2 e il 3 agosto 2024 presso il poligono di tiro di Châteauroux. Hanno preso parte alla competizione 40 tiratrici in rappresentanza di 29 nazioni.
La competizione è stata vinta dalla tiratrice sudcoreana Yang Ji-in, mentre la francese Camille Jedrsejewski e l'ungherese Veronika Major si sono aggiudicate rispettivamente la medaglia d'argento e di bronzo.

## Record
Prima della competizione, il record del mondo e il record olimpico nella specialità pistola 25 metri femminile erano i seguenti:
| Record qualificazioni | Record qualificazioni | Record qualificazioni      | Record qualificazioni                  |
| --------------------- | --------------------- | -------------------------- | -------------------------------------- |
| Record mondiale       | 595                   | Rhythm Sangwan India       | 13 maggio 2023 Baku, Azerbaigian       |
| Record olimpico       | 592                   | Zhang Jingjing Cina        | 10 agosto 2016 Rio de Janeiro, Brasile |
| Record finali         |                       |                            |                                        |
| Record mondiale       | 42                    | Kim Ye-ji Corea del Sud    | 10 maggio 2024 Baku, Azerbaigian       |
| Record olimpico       | 38                    | Vitalina Bacaraškina ROC   | 30 luglio 2021 Tokyo, Giappone         |
| Record olimpico       | 38                    | Kim Min-jung Corea del Sud | 30 luglio 2021 Tokyo, Giappone         |

## Programma
| Data          | Ora (UTC+2) | Evento                    |
| ------------- | ----------- | ------------------------- |
| 2 agosto 2024 | 09:00       | Qualificazione Precisione |
| 2 agosto 2024 | 12:00       | Qualificazione Rapido     |
| 3 agosto 2024 | 09:30       | Finale                    |
| Fonte:        |             |                           |

## Risultati

### Qualificazioni
| Pos.   | Atleta                | Nazionalità                 | Precisione | Precisione | Precisione | Precisione | Rapidità | Rapidità | Rapidità | Rapidità | Totale | Inner 10s | Note |
| Pos.   | Atleta                | Nazionalità                 | 1          | 2          | 3          | Totale     | 1        | 2        | 3        | Totale   | Totale | Inner 10s | Note |
| ------ | --------------------- | --------------------------- | ---------- | ---------- | ---------- | ---------- | -------- | -------- | -------- | -------- | ------ | --------- | ---- |
| 1      | Veronika Major        | Ungheria                    | 96         | 100        | 98         | 294        | 100      | 98       | 100      | 298      | 592    | 27        | Q, = |
| 2      | Manu Bhaker           | India                       | 97         | 98         | 99         | 294        | 100      | 98       | 98       | 296      | 590    | 24        | Q    |
| 3      | Hanieh Rostamian      | Iran                        | 98         | 97         | 97         | 292        | 98       | 100      | 98       | 296      | 588    | 18        | Q    |
| 4      | Trịnh Thu Vinh        | Vietnam                     | 97         | 96         | 97         | 290        | 100      | 98       | 99       | 297      | 587    | 25        | Q    |
| 5      | Zhao Nan              | Cina                        | 95         | 97         | 99         | 291        | 97       | 99       | 99       | 295      | 586    | 19        | Q    |
| 6      | Yang Ji-in            | Corea del Sud               | 96         | 97         | 98         | 291        | 98       | 100      | 97       | 295      | 586    | 19        | Q    |
| 7      | Camille Jedrzejewski  | Francia                     | 98         | 98         | 98         | 294        | 97       | 100      | 94       | 291      | 585    | 25        | Q    |
| 8      | Katelyn Abeln         | Stati Uniti                 | 94         | 97         | 99         | 290        | 98       | 98       | 99       | 295      | 585    | 19        | Q    |
| 9      | Liang Xiaoya          | Cina                        | 97         | 98         | 94         | 289        | 98       | 98       | 99       | 295      | 584    | 23        |      |
| 10     | Andrea Pérez Peña     | Ecuador                     | 97         | 96         | 98         | 291        | 94       | 99       | 99       | 292      | 583    | 19        |      |
| 11     | Antoaneta Kostadinova | Bulgaria                    | 95         | 96         | 97         | 288        | 97       | 99       | 99       | 295      | 583    | 18        |      |
| 12     | Teh Xiu Hong          | Singapore                   | 97         | 98         | 98         | 293        | 96       | 98       | 96       | 290      | 583    | 17        |      |
| 13     | Doreen Vennekamp      | Germania                    | 95         | 97         | 97         | 289        | 98       | 98       | 98       | 294      | 583    | 15        |      |
| 14     | Sára Ráhel Fábián     | Ungheria                    | 95         | 99         | 97         | 291        | 97       | 97       | 97       | 291      | 582    | 17        |      |
| 15     | Diana Durango         | Ecuador                     | 94         | 95         | 96         | 285        | 98       | 98       | 100      | 296      | 581    | 22        |      |
| 16     | Tien Chia-chen        | Taipei cinese               | 96         | 97         | 97         | 290        | 98       | 98       | 95       | 291      | 581    | 18        |      |
| 17     | Sylvia Steiner        | Austria                     | 95         | 96         | 95         | 286        | 99       | 98       | 98       | 295      | 581    | 17        |      |
| 18     | Esha Singh            | India                       | 95         | 96         | 100        | 291        | 97       | 96       | 97       | 290      | 581    | 17        |      |
| 19     | Tanyaporn Prucksakorn | Thailandia                  | 97         | 93         | 99         | 289        | 95       | 98       | 98       | 291      | 580    | 20        |      |
| 20     | Alejandra Zavala      | Messico                     | 97         | 98         | 95         | 290        | 97       | 97       | 96       | 290      | 580    | 17        |      |
| 21     | Şevval İlayda Tarhan  | Turchia                     | 95         | 96         | 96         | 287        | 96       | 98       | 98       | 292      | 579    | 20        |      |
| 22     | Kishmala Talat        | Pakistan                    | 95         | 99         | 95         | 289        | 98       | 93       | 99       | 290      | 579    | 18        |      |
| 23     | Mathilde Lamolle      | Francia                     | 95         | 96         | 96         | 287        | 96       | 96       | 99       | 291      | 578    | 21        |      |
| 24     | Laina Pérez           | Cuba                        | 96         | 96         | 97         | 289        | 97       | 97       | 94       | 288      | 577    | 14        |      |
| 25     | Olena Kostevych       | Ucraina                     | 94         | 97         | 95         | 286        | 96       | 96       | 98       | 290      | 576    | 19        |      |
| 26     | Agate Rašmane         | Lettonia                    | 99         | 93         | 96         | 288        | 96       | 98       | 94       | 288      | 576    | 17        |      |
| 27     | Kim Ye-ji             | Corea del Sud               | 97         | 96         | 97         | 290        | 98       | 89       | 98       | 285      | 575    | 25        |      |
| 28     | Şimal Yılmaz          | Turchia                     | 95         | 94         | 95         | 284        | 91       | 100      | 99       | 290      | 574    | 17        |      |
| 29     | Klaudia Breś          | Polonia                     | 97         | 98         | 98         | 293        | 98       | 94       | 88       | 280      | 573    | 17        |      |
| 30     | Stina Lawner          | Svezia                      | 96         | 94         | 95         | 285        | 94       | 97       | 97       | 288      | 573    | 16        |      |
| 31     | Wu Chia-ying          | Taipei cinese               | 95         | 96         | 89         | 280        | 96       | 99       | 97       | 292      | 572    | 15        |      |
| 32     | Ada Korkhin           | Stati Uniti                 | 92         | 96         | 100        | 288        | 96       | 100      | 87       | 283      | 571    | 17        |      |
| 33     | Kamonlak Saencha      | Thailandia                  | 96         | 96         | 95         | 287        | 93       | 98       | 92       | 283      | 570    | 13        |      |
| 34     | Anna Korakaki         | Grecia                      | 90         | 91         | 94         | 275        | 98       | 98       | 99       | 295      | 570    | 12        |      |
| 35     | Elena Galiabovitch    | Australia                   | 97         | 93         | 93         | 283        | 93       | 99       | 94       | 286      | 569    | 13        |      |
| 36     | Josefin Eder          | Germania                    | 91         | 97         | 91         | 279        | 97       | 97       | 96       | 290      | 569    | 12        |      |
| 37     | Manjola Konini        | Albania                     | 94         | 94         | 90         | 278        | 97       | 96       | 98       | 291      | 569    | 10        |      |
| 38     | Nour Abbas Mohammed   | Egitto                      | 97         | 91         | 94         | 282        | 94       | 94       | 98       | 286      | 568    | 18        |      |
| 39     | Aliaksandra Piatrova  | Atleti Individuali Neutrali | 95         | 98         | 95         | 288        | 97       | 91       | 90       | 278      | 566    | 14        |      |
| 40     | Nino Salukvadze       | Georgia                     | 91         | 92         | 94         | 277        | 95       | 95       | 96       | 286      | 563    | 16        |      |
| Fonte: |                       |                             |            |            |            |            |          |          |          |          |        |           |      |

### Finale
| Pos.    | Atleta               | Nazionalità   | Serie | Serie | Serie | Serie | Serie | Serie | Serie | Serie | Serie | Serie | S-off |
| Pos.    | Atleta               | Nazionalità   | 1     | 2     | 3     | 4     | 5     | 6     | 7     | 8     | 9     | 10    | S-off |
| ------- | -------------------- | ------------- | ----- | ----- | ----- | ----- | ----- | ----- | ----- | ----- | ----- | ----- | ----- |
| Oro     | Yang Ji-in           | Corea del Sud | 3     | 8     | 13    | 17    | 20    | 24    | 27    | 30    | 32    | 36    | +4    |
| Argento | Camille Jedrzejewski | Francia       | 4     | 6     | 10    | 14    | 18    | 22    | 26    | 29    | 32    | 36    | +1    |
| Bronzo  | Veronika Major       | Ungheria      | 2     | 6     | 10    | 14    | 19    | 21    | 25    | 28*   | 31    | N.D.  | +4    |
| 4       | Manu Bhaker          | India         | 2     | 6     | 10    | 13    | 18    | 22    | 26    | 28*   | N.D.  | N.D.  | +3    |
| 5       | Zhao Nan             | Cina          | 3     | 6     | 10    | 14    | 17    | 21    | 23    | N.D.  | N.D.  | N.D.  |       |
| 6       | Hanieh Rostamian     | Iran          | 4     | 7     | 9     | 14    | 17    | 19    | N.D.  | N.D.  | N.D.  | N.D.  |       |
| 7       | Trịnh Thu Vinh       | Vietnam       | 4     | 7     | 10    | 13    | 16    | N.D.  | N.D.  | N.D.  | N.D.  | N.D.  |       |
| 8       | Katelyn Abeln        | Stati Uniti   | 1     | 3     | 5     | 5     | N.D.  | N.D.  | N.D.  | N.D.  | N.D.  | N.D.  |       |
| Fonte:  |                      |               |       |       |       |       |       |       |       |       |       |       |       |